# Tabanera la Luenga
Tabanera la Luenga ist ein Ort und eine Gemeinde (municipio) mit 53 Einwohnern (Stand: 2024) in der zentralspanischen Provinz Segovia in der Autonomen Region Kastilien-León. 

## Lage und Klima
Tabanera la Luenga liegt in der kastilischen Meseta in ca. 905 m Höhe ungefähr 25 Kilometer (Fahrtstrecke) westnordwestlich der Provinzhauptstadt Segovia. Durch die Gemeinde führt die Autovía A-601. Der Río Eresma begrenzt die Gemeinde im Westen. Das Klima ist gemäßigt bis warm; Regen (594 mm/Jahr) fällt mit Ausnahme der trockenen Sommermonate übers Jahr verteilt.

## Bevölkerungsentwicklung
| Jahr      | 1970 | 1981 | 1991 | 2001 | 2011 | 2021 |
| Einwohner | 142  | 110  | 86   | 65   | 74   | 51   |

## Sehenswürdigkeiten

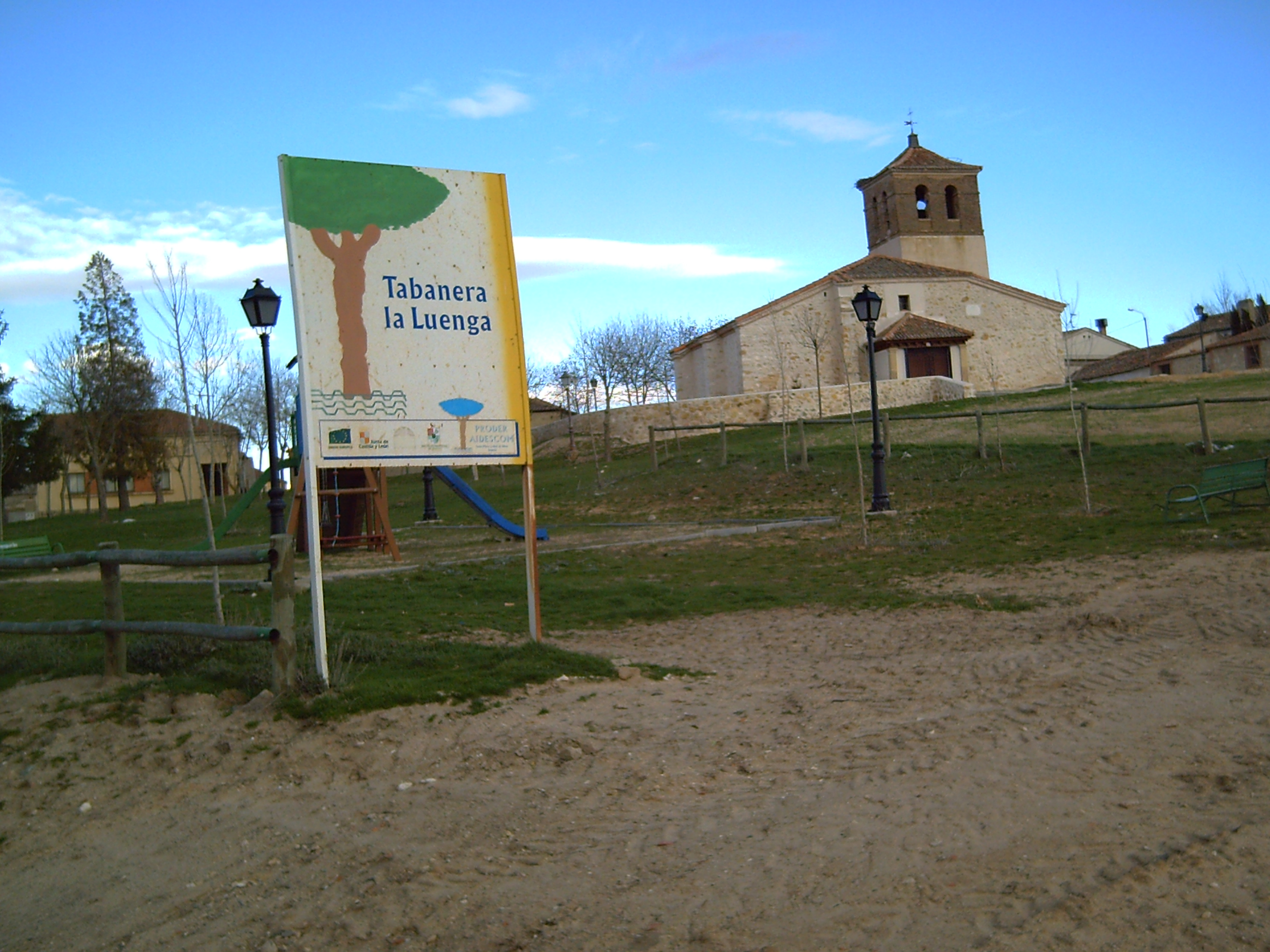
Vinzenzkirche
- Christuskapelle

- Vinzenzkirche